# East Northport
East Northport es un lugar designado por el censo (o aldea) ubicado en el condado de Suffolk en el estado estadounidense de Nueva York. En el año 2000 tenía una población de 20,845 habitantes y una densidad poblacional de 1,373.2 personas por km².

## Geografía
East Northport se encuentra ubicado en las coordenadas 40°52′45″N 73°19′27″O / 40.87917, -73.32417. Según la Oficina del Censo, la ciudad tiene un área total de 15,2 km² (5,9 mi²), de la cual 15,2 km² (5,9 mi²) es tierra y 0 km² (0 mi²) (0%) es agua.

## Demografía
Según la Oficina del Censo en 2007 los ingresos medios por hogar en la localidad eran de $92,892, y los ingresos medios por familia eran $98,162. Los hombres tenían unos ingresos medios de $54,054 frente a los $38,419 para las mujeres. La renta per cápita de la localidad era de $28,666. Alrededor del 4.1% de la población estaban por debajo del umbral de pobreza.